# Crystal Palace FC
Crystal Palace Football Club (engleză ˈkrɪstl ˈpælɪs) este un club de fotbal din Londra, Anglia, care evoluează în Premier League. Echipa joacă meciurile de acasă pe Selhurst Park, din anul 1924. Clubul Crystal Palace a fost înființat în 1905 de muncitorii de la The Crystal Palace.
Derby-ul M23, disputat între Crystal Palace și Brighton & Hove Albion, este unul dintre cele mai disputate din Anglia. Crystal Palace mai are rivali pe Millwall (derby-ul sudului Londrei) și Charlton Athletic.

## Palmares
| Performanță                     | Performanță              | An(i)                              |
| ------------------------------- | ------------------------ | ---------------------------------- |
| Cupa FA                         | campioni                 | 2024-2025                          |
| Cupa FA                         | finaliști                | 1989–90, 2015–16                   |
| Vechea divizie 2 / Division One | campioni                 | 1978–79, 1993–94                   |
| Vechea divizie 2 / Division One | locul 2                  | 1968–69                            |
| Vechea divizie 2 / Division One | câștigători play-offului | 1989, 1997, 2004, 2013             |
| A treia divizie Sud             | campioni                 | 1920–21                            |
| A treia divizie Sud             | locul 2                  | 1928–29, 1930–31, 1938–39, 1963–64 |
| A treia divizie                 | locul 2                  | 1963-64                            |
| A treia divizie                 | locul 3                  | 1976–77                            |
| A patra divizie                 | locul 2                  | 1960–61                            |
| Football League Cup             | semifinale               | 1993, 1995, 2001, 2012             |
| Full Members Cup                | campioni                 | 1991                               |

## Jucători

### Lotul actual
Din 25 iulie 2025.
| Nr. |          | Poziție | Jucător              |
| --- | -------- | ------- | -------------------- |
| 1   | Anglia   | P       | Dean Henderson       |
| 2   | Columbia | F       | Daniel Muñoz         |
| 3   | Anglia   | F       | Tyrick Mitchell      |
| 4   | Anglia   | F       | Rob Holding          |
| 5   | Franța   | F       | Maxence Lacroix      |
| 6   | Anglia   | F       | Marc Guéhi (căpitan) |
| 7   | Senegal  | A       | Ismaïla Sarr         |
| 8   | Columbia | M       | Jefferson Lerma      |
| 9   | Anglia   | A       | Eddie Nketiah        |
| 10  | Anglia   | M       | Eberechi Eze         |
| 11  | Brazilia | M       | Matheus França       |
| 14  | Franța   | A       | Jean-Philippe Mateta |
| 17  | Anglia   | F       | Nathaniel Clyne      |
| 18  | Japonia  | M       | Daichi Kamada        |
| 19  | Anglia   | M       | Will Hughes          |

| Nr. |                            | Poziție | Jucător           |
| --- | -------------------------- | ------- | ----------------- |
| 20  | Anglia                     | M       | Adam Wharton      |
| 21  | Anglia                     | A       | Romain Esse       |
| 22  | Franța                     | A       | Odsonne Édouard   |
| 23  | Anglia                     | A       | Malcolm Ebiowei   |
| 24  | Croația                    | F       | Borna Sosa        |
| 26  | Statele Unite ale Americii | F       | Chris Richards    |
| 28  | Mali                       | M       | Cheick Doucouré   |
| 29  | Franța                     | M       | Naouirou Ahamada  |
| 31  | Anglia                     | P       | Remi Matthews     |
| 34  | Maroc                      | F       | Chadi Riad        |
| 44  | Argentina                  | P       | Walter Benítez    |
| 49  | Anglia                     | A       | Jesurun Rak-Sakyi |
| 52  | Anglia                     | M       | David Ozoh        |
| 55  | Irlanda de Nord            | M       | Justin Devenny    |
| 58  | Anglia                     | F       | Caleb Kporha      |

### Împrumutați
| Nr. |        | Poziție | Jucător                                                 |
| --- | ------ | ------- | ------------------------------------------------------- |
|     | Anglia | P       | Owen Goodman (la Huddersfield Town până pe 31 mai 2026) |

| Nr. |        | Poziție | Jucător                                            |
| --- | ------ | ------- | -------------------------------------------------- |
|     | Anglia | P       | Joe Whitworth (la Exeter City până pe 31 mai 2026) |

## Jucătorul anului
| An   | Jucător          |
| ---- | ---------------- |
| 1972 | John McCormick   |
| 1973 | Tony Taylor      |
| 1974 | Peter Taylor     |
| 1975 | Derek Jeffries   |
| 1976 | Peter Taylor     |
| 1977 | Kenny Sansom     |
| 1978 | Jim Cannon       |
| 1979 | Kenny Sansom     |
| 1980 | Paul Hinshelwood |
| 1981 | Paul Hinshelwood |
| 1982 | Paul Barron      |
| 1983 | Jerry Murphy     |
| 1984 | Billy Gilbert    |
| 1985 | Jim Cannon       |
| 1986 | George Wood      |

| An   | Jucător          |
| ---- | ---------------- |
| 1987 | Jim Cannon       |
| 1988 | Geoff Thomas     |
| 1989 | Ian Wright       |
| 1990 | Mark Bright      |
| 1991 | Geoff Thomas     |
| 1992 | Eddie McGoldrick |
| 1993 | Andy Thorn       |
| 1994 | Chris Coleman    |
| 1995 | Richard Shaw     |
| 1996 | Andy Roberts     |
| 1997 | David Hopkin     |
| 1998 | Marc Edworthy    |
| 1999 | Hayden Mullins   |
| 2000 | Andy Linighan    |
| 2001 | Fan Zhiyi        |

| An   | Jucător         |
| ---- | --------------- |
| 2002 | Dougie Freedman |
| 2003 | Hayden Mullins  |
| 2004 | Andy Johnson    |
| 2005 | Andy Johnson    |
| 2006 | Emmerson Boyce  |
| 2007 | Leon Cort       |
| 2008 | Julián Speroni  |
| 2009 | Julián Speroni  |
| 2010 | Julián Speroni  |
| 2011 | Nathaniel Clyne |
| 2012 | Jonathan Parr   |
| 2013 | Mile Jedinak    |
| 2014 | Julián Speroni  |
| 2015 | Scott Dann      |
| 2016 | Wilfried Zaha   |

| An   | Jucător           |
| ---- | ----------------- |
| 2017 | Wilfried Zaha     |
| 2018 | Wilfried Zaha     |
| 2019 | Aaron Wan-Bissaka |
| 2020 | Jordan Ayew       |
| 2021 | Vicente Guaita    |
| 2022 | Conor Gallagher   |
| 2023 | Cheick Doucouré   |

## Istoria managerială
| Nume                          | Nat             | De la     | La        | M   | V   | E   | Î   | V%     |
| ----------------------------- | --------------- | --------- | --------- | --- | --- | --- | --- | ------ |
| John 'Jack' Robson            | Anglia          | 1905      | 1907      | 77  | 35  | 18  | 24  | 45.45% |
| Edmund Goodman                | Anglia          | 1907      | 1925      | 613 | 242 | 166 | 205 | 39.48% |
| Alex Maley                    | Scoția          | 1925      | 1927      | 83  | 36  | 16  | 31  | 43.37% |
| Fred Mavin                    | Anglia          | 1927      | 1930      | 132 | 63  | 33  | 36  | 47.73% |
| Jack Tresadern                | Anglia          | 1930      | 1935      | 173 | 98  | 44  | 71  | 56.65% |
| Tom Bromilow                  | Anglia          | 1935      | 1936      | 44  | 23  | 5   | 16  | 52.27% |
| R.S Moyes                     | Anglia          | 1936      | 1936      | 23  | 6   | 6   | 11  | 26.09% |
| Tom Bromilow                  | Anglia          | 1937      | 1939      | 118 | 48  | 35  | 35  | 40.68% |
| George Irwin                  | Anglia          | 1939      | 1947      | 46  | 15  | 11  | 19  | 32.61% |
| Jack Butler                   | Anglia          | 1947      | 1949      | 88  | 23  | 24  | 41  | 26.14% |
| Ronnie Rooke                  | Anglia          | 1949      | 1950      | 62  | 19  | 15  | 28  | 30.65% |
| Fred Dawes/Charlie Slade      | Anglia          | 1950      | 1951      | 40  | 8   | 10  | 22  | 20%    |
| Laurie Scott                  | Anglia          | 1951      | 1954      | 145 | 43  | 41  | 61  | 29.66% |
| Cyril Spiers                  | Anglia          | 1954      | 1958      | 181 | 52  | 53  | 76  | 28.73% |
| George Smith                  | Anglia          | 1958      | 1960      | 101 | 42  | 27  | 31  | 41.58% |
| Arthur Rowe                   | Anglia          | 1960      | 1962      | 132 | 52  | 32  | 48  | 39.39% |
| Dick Graham                   | Anglia          | 1962      | 1966      | 150 | 68  | 41  | 41  | 45.33% |
| Arthur Rowe                   | Anglia          | 1966      | 1966      | 7   | 2   | 2   | 3   | 28.57% |
| Bert Head                     | Anglia          | 1966      | 1973      | 328 | 101 | 96  | 131 | 30.79% |
| Malcolm Allison               | Anglia          | 1973      | 1976      | 146 | 52  | 45  | 49  | 35.62% |
| Terry Venables                | Anglia          | 1976      | 1980      | 189 | 69  | 68  | 52  | 36.51% |
| Ernie Walley                  | Anglia          | 1980      | 1980      | 6   | 1   | 1   | 4   | 16.67% |
| Malcolm Allison               | Anglia          | 1980      | 1981      | 9   | 1   | 3   | 5   | 11.11% |
| Dario Gradi                   | Anglia          | 1981      | 1981      | 30  | 7   | 3   | 20  | 23.33% |
| Steve Kember                  | Anglia          | 1981      | 1982      | 30  | 8   | 8   | 14  | 26.67% |
| Alan Mullery                  | Anglia          | 1982      | 1984      | 98  | 31  | 27  | 40  | 31.63% |
| Steve Coppell                 | Anglia          | 1984      | 1993      | 442 | 179 | 113 | 150 | 40.5%  |
| Alan Smith                    | Anglia          | 1993      | 1995      | 108 | 48  | 25  | 35  | 44.44% |
| Steve Coppell                 | Anglia          | 1995      | 1996      | 32  | 9   | 14  | 9   | 28.13% |
| Dave Bassett                  | Anglia          | 1996      | 1997      | 60  | 29  | 15  | 16  | 48.33% |
| Steve Coppell                 | Anglia          | 1997      | 1998      | 51  | 16  | 13  | 22  | 31.37% |
| Attilio Lombardo/Tomas Brolin | /               | 1998      | 1998      | 7   | 2   | 0   | 5   | 28.57% |
| Ron Noades/Ray Lewington      | Anglia          | 1998      | 1998      | 2   | 0   | 1   | 1   | 0%     |
| Terry Venables                | Anglia          | 1998      | 1999      | 31  | 11  | 8   | 12  | 35.48% |
| Steve Coppell                 | Anglia          | 1999      | 2000      | 40  | 17  | 6   | 17  | 42.5%  |
| Alan Smith                    | Anglia          | 2000      | 2001      | 55  | 14  | 18  | 23  | 25.45% |
| Steve Kember                  | Anglia          | 2001      | 2001      | 2   | 2   | 0   | 0   | 100%   |
| Steve Bruce                   | Anglia          | 2001      | 2001      | 18  | 11  | 2   | 5   | 61.11% |
| Steve Kember/Terry Bullivant  | Anglia          | 2001      | 2001      | 4   | 1   | 0   | 3   | 25%    |
| Trevor Francis                | Anglia          | 2001      | 2003      | 78  | 28  | 22  | 28  | 35.9%  |
| Steve Kember                  | Anglia          | 2003      | 2003      | 23  | 7   | 6   | 10  | 30.43% |
| Kit Symons                    | Țara Galilor    | 2003      | 2003      | 9   | 3   | 3   | 3   | 33.33% |
| Iain Dowie                    | Irlanda de Nord | 2003      | 2006      | 123 | 50  | 29  | 44  | 40.65% |
| Peter Taylor                  | Anglia          | 2006      | 2007      | 60  | 21  | 16  | 23  | 35%    |
| Neil Warnock                  | Anglia          | 2007 2014 | 2010 2014 | 146 | 50  | 45  | 51  | 34.25% |
| Paul Hart                     | Anglia          | 2010      | 2010      | 14  | 3   | 6   | 5   | 21.43% |
| George Burley                 | Scoția          | 2010      | 2011      | 25  | 7   | 5   | 13  | 28     |
| Dougie Freedman               | Scoția          | 2011      | 2012      | 90  | 32  | 27  | 31  | 35,56  |
| Ian Holloway                  | Anglia          | 2012      | 2013      | 46  | 14  | 14  | 18  | 30,43  |
| Tony Pulis                    | Țara Galilor    | 2013      | 2014      | 28  | 12  | 5   | 11  | 42,86  |
| Neil Warnock                  | Anglia          | 2014      | 2014      | 17  | 5   | 6   | 6   | 29,41  |
| Alan Pardew                   | Anglia          | 2015      | 2016      | 87  | 35  | 13  | 39  | 40,23  |
| Sam Allardyce                 | Anglia          | 2016      | 2017      | 24  | 9   | 3   | 12  | 37,5   |
| Frank de Boer                 | Țările de Jos   | 2017      | 2017      | 5   | 1   | 0   | 4   | 20     |
| Roy Hodgson                   | Anglia          | 2017 2023 | 2021 2024 | 200 | 66  | 47  | 87  | 33     |
| Patrick Vieira                | Franța          | 2021      | 2023      | 74  | 22  | 25  | 27  | 29,73  |

Bold Indică persoanele care au antrenat echipa de mai multe ori. Mai jos este un tabel cu statisticile acestora la Crystal Palace F.C. ca antrenori.
| Nume            | Nat    | De la | La   | Record | Record | Record | Record | Record | Record |
| Nume            | Nat    | De la | La   | M      | V      | E      | Î      | V%     |        |
| --------------- | ------ | ----- | ---- | ------ | ------ | ------ | ------ | ------ | ------ |
| Tom Bromilow    | Anglia | 1935  | 1939 | 162    | 71     | 40     | 51     | 43.83% |        |
| Arthur Rowe     | Anglia | 1960  | 1966 | 139    | 54     | 34     | 51     | 38.85% |        |
| Malcolm Allison | Anglia | 1973  | 1981 | 155    | 53     | 48     | 54     | 34.19% |        |
| Terry Venables  | Anglia | 1976  | 1999 | 220    | 80     | 76     | 64     | 36.36% |        |
| Steve Kember    | Anglia | 1981  | 2003 | 59     | 18     | 14     | 27     | 30.51% |        |
| Steve Coppell   | Anglia | 1984  | 2000 | 596    | 223    | 166    | 207    | 37.42% |        |
| Alan Smith      | Anglia | 1993  | 2001 | 163    | 62     | 43     | 58     | 38.04% |        |

## Sponsorii care au apărut pe tricouri
- 1905 - 1983     Nici unul
- 1983 - 1984     Red Rose
- 1984 - 1985     Nici unul
- 1985 - 1986     Top Score
- 1986 - 1987     AVR
- 1987 - 1988     Andrew Copeland
- 1988 - 1991     Fly Virgin
- 1991 - 1993     Tulip Computers
- 1993 - 1999     TDK
- 1999 - 2000     Mai mulți sponsori
- 2000 - 2006     Churchill Insurance
- 2006 - Prezent  GAC Logistics

## Informații despre stadion
- Nume - Selhurst Park
- Oraș - South Norwood, London
- Locuri -  26.309
- Construit în - 1924
- Inaugurare - 1924
- Mărimea terenului - 68 m
- Cei mai mulți spectatori - 51.801 vs Burnley în 1979